# Étienne Lenoir

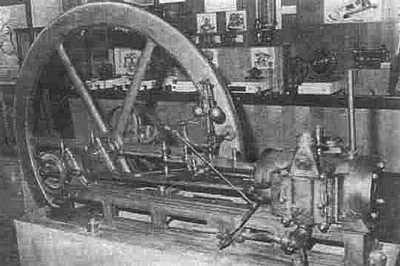
Silnik Lenoira

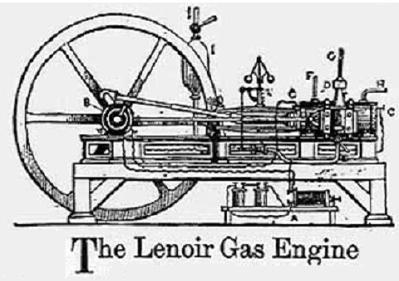
Schemat silnika Lenoira

Étienne Lenoir, właśc. Jean-Joseph Étienne Lenoir (ur. 12 stycznia 1822 w Mussy-la-Ville (ob. Belgia), zm. 4 sierpnia 1900 w La Varenne-Saint-Hilaire) – wynalazca francuski pochodzenia belgijskiego.
W 1860 zbudował pierwszy użyteczny silnik spalinowy, dwusuwowy, jednocylindrowy, pracujący na mieszance gazu miejskiego i powietrza, o mocy 8,8 kW, bazujący na idei Philippe'a Lebona.
Jego prosty silnik poruszał pojazd, który przejechał trasę między Paryżem a Joinville-le-Pont. Silnik ten był umieszczony w starym wozie konnym, więc koła poruszały się za pośrednictwem łańcucha wokół kół osi.
Silnik Lenoira otrzymał dnia 24 stycznia 1860 r. francuski patent nr 43624.
Étienne Lenoir w 1871 roku uzyskał obywatelstwo francuskie